# 静岡市立由比中学校
静岡市立由比中学校（しずおかしりつ ゆいちゅうがっこう）は、静岡県静岡市清水区由比に所在する公立中学校。

## 沿革
- 1947年 - 由比町立由比中学校として開校。
- 1948年 - 現在地に校舎が完成し移転。
- 1952年 - 校章制定
- 1953年 - 校歌制定
- 1968年 - 完全給食実施
- 2008年 - 静岡市立由比中学校に改称。

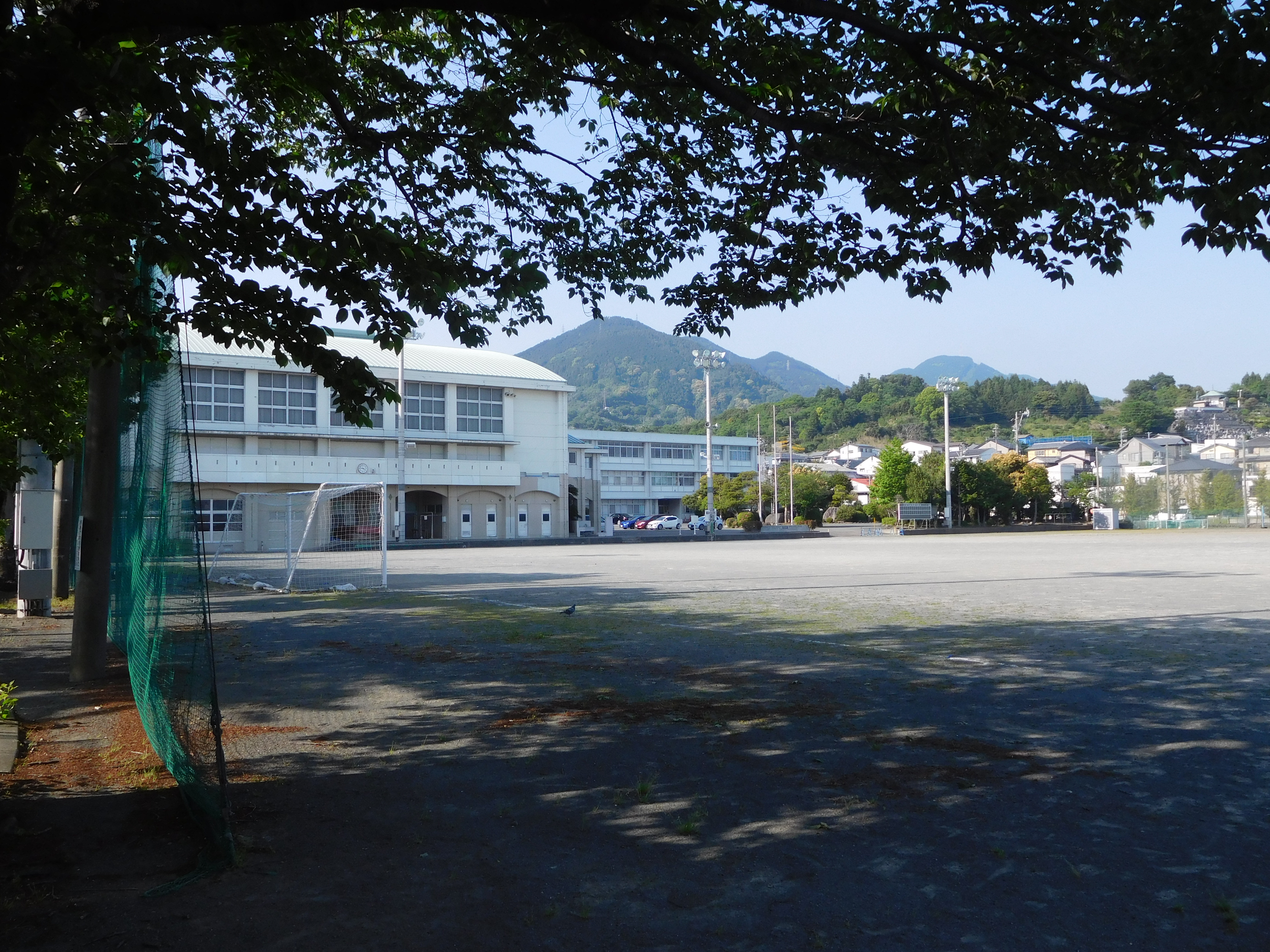
グラウンド
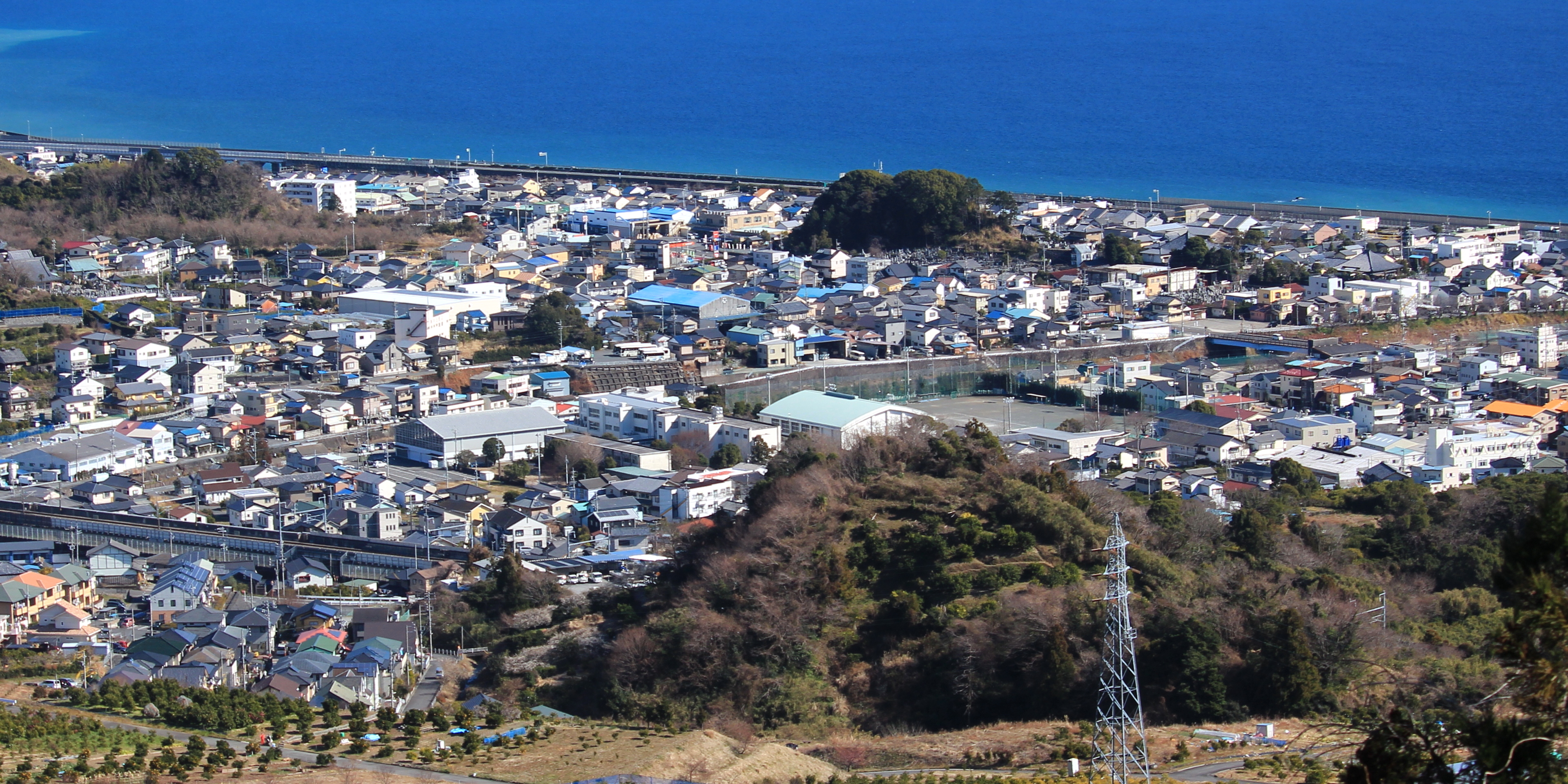
静岡市立由比中学校と周辺の街並み

## 小学校区
- 静岡市立由比小学校
- 静岡市立由比北小学校